# Selma Bacha
Selma Bacha (Lyon, Francia, 9 de noviembre de 2000) es una futbolista francesa. Juega de lateral izquierda y su equipo actual es el Olympique de Lyon de la Division 1 Féminine de Francia.

## Trayectoria
Selma llegó a las inferiores del Olympique de Lyon en 2008 proveniente del FC Gerland. Fue promovida al primer equipo en la temporada 2017-18.

## Selección nacional
Es internacional a nivel juvenil por la selección de Francia.

## Estadísticas
Actualizado al último partido disputado el 26 de enero de 2020.
| Olympique de Lyon Francia                                                                             |               |               |    |   |   |    |    |    |    |   |
| 1.ª                                                                                                   | 2017-18       | 11            | 0  | 0 | 0 | 6  | 0  | 17 | 0  |   |
| 1.ª                                                                                                   | 2018-19       | 15            | 0  | 0 | 0 | 7  | 1  | 22 | 1  |   |
| 1.ª                                                                                                   | 2019-20       | 6             | 0  | 0 | 0 | 3  | 0  | 9  | 0  |   |
| Total club                                                                                            | Total club    | 32            | 0  | 0 | 0 | 16 | 0  | 48 | 1  |   |
| Total carrera                                                                                         | Total carrera | Total carrera | 32 | 0 | 0 | 0  | 16 | 0  | 48 | 1 |
| (1) Incluye datos de la Copa de Francia (2) Incluye datos de la Liga de Campeones Femenina de la UEFA |               |               |    |   |   |    |    |    |    |   |

## Vida personal
Bacha es de origen argelino y tunecino.

## Palmarés

### Títulos nacionales
| Título               | Club              | País    | Año     |
| -------------------- | ----------------- | ------- | ------- |
| Division 1 Féminine  | Olympique de Lyon | Francia | 2017-18 |
| Division 1 Féminine  | Olympique de Lyon | Francia | 2018-19 |
| Copa de Francia      | Olympique de Lyon | Francia | 2018-19 |
| Supercopa de Francia | Olympique de Lyon | Francia | 2019    |

### Títulos internacionales
| Título                                | Club              | País   | Año                                                                         |
| ------------------------------------- | ----------------- | ------ | --------------------------------------------------------------------------- |
| Liga de Campeones Femenina de la UEFA | Olympique de Lyon | Europa | 2017-18                                                                     |
| Liga de Campeones Femenina de la UEFA | Olympique de Lyon | Europa | 2018-19                                                                     |
| Liga de Campeones Femenina de la UEFA | Olympique de Lyon | Europa | Liga de Campeones Femenina de la UEFA 2019-2020 (*) Incluyendo la selección |